# Palmetto (Georgia)
Palmetto is een plaats (city) in de Amerikaanse staat Georgia, en valt bestuurlijk gezien onder Coweta County en Fulton County.

## Demografie
Bij de volkstelling in 2000 werd het aantal inwoners vastgesteld op 3400.
In 2006 is het aantal inwoners door het United States Census Bureau geschat op 4848, een stijging van 1448 (42,6%).

## Geografie
Volgens het United States Census Bureau beslaat de plaats een oppervlakte van
13,7 km², waarvan 13,4 km² land en 0,3 km² water. Palmetto ligt op ongeveer 252 m boven zeeniveau.

## Plaatsen in de nabije omgeving
De onderstaande figuur toont nabijgelegen plaatsen in een straal van 24 km rond Palmetto.